# Thomas Moede
Thomas Moede (* 26. Juli 1977 in Frankfurt (Oder)) ist ein ehemaliger deutscher Leichtathlet, der insbesondere im Dreisprung erfolgreich war.

## Sportliche Karriere
Thomas Moede startete bis 1990 für den SC Dynamo Berlin. Nach vier Jahren beim Hellersdorfer AC Berlin war er von 1995 bis 2002 bei der Berliner LG Ost. 2003 wechselte er zum Erfurter LAC, 2006 war beim LAC Berlin.
Bei den Deutschen Meisterschaften 2001 in Stuttgart sprang er seine persönliche Bestweite von 16,90 Meter und gewann den Meistertitel. Noch erfolgreicher war Moede in der Halle, wo er 2001, 2002 und 2003 Deutscher Meister wurde. 2006 gewann er seinen vierten Titel.
Seine internationale Karriere begann Moede bei den Juniorenweltmeisterschaften 1996 in Sydney, als er mit 15,52 Meter den elften Platz im Vorkampf belegte. 1999 wurde er mit 16,15 Meter Achter der U23-Europameisterschaften in Göteborg. 2001 trat er bei den Weltmeisterschaften in Edmonton an, schied aber mit 15,83 Meter in der Qualifikation aus. Bei den Halleneuropameisterschaften 2002 in Wien sprang er in der Qualifikation 16,36 Meter und damit die zwölftbeste Weite. Nur die besten acht Springer erreichten das Finale.